# Loricerinae

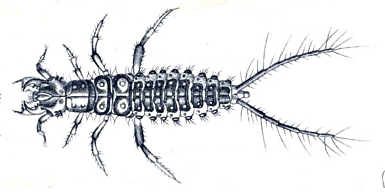
Loricera pilicornis, larva

Los loricerinos (Loricerinae) son una subfamilia de coleópteros adéfagos  de la familia Carabidae.
Contiene un solo género Loricera con las siguientes especies:
- Loricera aptera Ball & Erwin, 1969
- Loricera balli Sciaky & Facchini, 1999
- Loricera barbarae Sciaky & Facchini, 1999
- Loricera decempunctata Eschscholtz, 1833
- Loricera foveata Leconte, 1851
- Loricera kryzhanowskiji Sciaky & Facchini, 1999
- Loricera mirabilis Jedlicka, 1932
- Loricera obsoleta Semenov, 1889
- Loricera ovipennis Semenov, 1889
- Loricera pilicornis Fabricius, 1775
- Loricera rotundicollis Chaudoir, 1863
- Loricera stevensi Andrewes, 1920
- Loricera wollastonii Javet, 1852